# Ouratea nitida
Ouratea nitida là một loài thực vật có hoa trong họ Ochnaceae. Loài này được (Sw.) Engl. mô tả khoa học đầu tiên năm 1876.